# Koniec Sankt Petersburga
Koniec Sankt Petersburga (ros. Конец Санкт-Петербурга, Koniec Sankt-Pietierburga, inna nazwa: Petersburg–Piotrogród–Leningrad, ros. Петербург–Петроград–Ленинград, Pietierburg–Pietrograd–Leningrad) – niemy film radziecki z 1927 roku w reżyserii Wsiewołoda Pudowkina i Michaiła Dollera.

## Historia filmu
Film powstał w dziesiątą rocznicę rewolucji październikowej. Przy powstaniu scenariusza reżyser Wsiewołod Pudowkin współpracował z Natanem Zarchim. Pierwotna wersja miała obejmować historię Petersburga od czasów jego powstania. W założeniu ówczesna stolica Rosji miała symbolizować to, co dla Rosjan jest obce, a jednocześnie to, co postępowe (metafora Petersburga interpretowana jest dwojako). Pomysł ze scenariuszem nie został zrealizowany, wykorzystano tylko jego ostatnią część: od początku XX wieku do zwycięstwa rewolucji bolszewickiej.
Mimo iż Koniec Sankt Petersburga uważany jest za film polityczny, ukazuje mistrzowsko wyreżyserowane obrazy stolicy. Wyjaśnia również proces dojścia bolszewików do władzy w Rosji w 1917 roku, przy czym nacisk jest położony nie na uwarunkowania polityczne, lecz na determinacje zwykłych ludzi w walce o prawa przeciwko kapitalistom i samodzierżawiu.
Film zainspirował kompozytowa Władimira Dukielskiego do napisania w 1937 roku oratorium o tym samym tytule.

## Streszczenie
Film przedstawia losy trójki głównych bohaterów: Chłopa, Robotnika i Żony Robotnika na przestrzeni lat 1914–1917. Pierwsza sekwencja przedstawia narodziny córki w wiejskiej rodzinie. Zostaje to przedstawione jako wydarzenie smutne, kolejna „gęba do wykarmienia” w i tak już ubogiej chacie. W związku z tym młody Chłop decyduje się na emigrację za pracą z rodzinnej wsi do Petersburga. Film przenosi widza do fabryki Liebiediewa, gdzie poznaje on ciężkie warunki pracy robotników i niesprawiedliwe traktowanie przez kadrę zarządzającą. Sam Liebiediew otrzymał duży kontrakt od rządu i manipuluje cenami swojej spółki na peterburskiej giełdzie. Nakazuje też zwiększenie obciążenia pracą w fabryce. 
Chłop wraz ze starszą wiejską kobietą dociera do piwnicznego mieszkania Żony Robotnika. Ta pod nieobecność męża pozwala mu czekać, ale nie częstuje gości jedzeniem, mówiąc że z powodu spodziewanych strajków może nie wystarczyć dla niej i dzieci. Tymczasem w fabryce Robotnik-komunista oprotestowuje wydłużenie dnia pracy. Wraca do domu i wraz ze współtowarzyszami dyskutują w obecności Chłopa dyskutują sytuację. Żona wyraża swoją dezaprobatę, mówiąc że przez strajk rodzina umrze z głodu. Po zakończeniu dyskusji wygania Chłopa, aby ten samodzielnie szukał pracy. Ten znajduje zatrudnienie w przedsiębiorstwie Lebiediewa i wraz z grupą innych łamistrajków skierowany jest do fabryki. Wejście zagradzają im strajkujący robotnicy. Chłop wskazuje policji instygatora zaburzeń, a następnie prowadzi ich do mieszkania Robotnika. Robotnik zostaje aresztowany, a Chłop otrzymuje jako zapłatę monetę oraz obietnicę zatrudnienia.
Kolejna sekwencja pokazuje Żonę usiłującą zakupić na kredyt pożywienie dla rodziny, spotyka się to z odmową handlarza. Gdy bohaterka wróciła już do domu odwiedził ją skruszony Chłop. Zaproponował kobiecie otrzymaną monetę, ta jednak odmawia przyjęcia tych pieniędzy. Chłop udaje się do biura fabrycznego, gdzie prosi o wypuszczenie Robotnika z jego wsi. Jego żądanie zostaje odrzucone, a wizyta kończy się bójką. Mężczyzna zostaje zatrzymany przez policję, pobity na komisariacie i uwięziony.
Widzowie obserwują petersburski wybuch patriotycznego uniesienia związanego z wybuchem wojny. Chłop zostaje odgórnie wyznaczony ochotnikiem do wojska i w tym charakterze opuszcza więzienie. Zarówno on, jak i Robotnik biorą udział w zmaganiach na froncie niemieckim. Bitwa zestawiona jest ze scenami z 
petersburskiej giełdy – ujęcia żołnierzy i finansistów przeplatają się. 
Następnie reżyser zestawia produkcję uzbrojenia z niedoborem chleba. Żona bierze udział w ataku kobiet na sklepy w celu rabunku jedzenia. Konsekwencją wydarzeń jest dojście do władzy Rządu Tymczasowego. Przewodzi mu Aleksander Kiereński, który deklaruje kontynuowanie wojny, aż do zwycięstwa. Do fabryki powraca robotnik, który za sprawą agitacji wzmacnia nastroje rewolucyjne. Policja przygotowuje na niego zasadzkę w mieszkaniu, jednak dzięki ostrzeżeniu przez Żonę udaje mu się uciec.
Jako wsparcie przeciwko bolszewikom Rząd Tymczasowy wzywa oddziały z frontu. Robotnik przyjeżdża do ich obozu, aby przeprowadzić komunistyczną agitację. Pomaga mu w tym Chłop. Razem doprowadzają do buntu żołnierzy. Film przenosi widza z powrotem do Piotrogradu przedstawiając szturm Pałacu Zimowego. Rankiem następnego dnia Żona szuka pod pałacem swojego męża Robotnika. Zamiast niego odnajduje rannego Chłopa. Pomaga mu i częstuje go ziemniakami. Film kończy się spotkaniem małżonków w pałacu, gdzie wspólnie radują się z powodu „końca Sankt Petersburga”.

## Obsada
- Iwan Czuwielew (Иван Чувелев) – młody chłop
- Władimir Czuwielew (Владимир Чувелев) – przyjaciel chłopa
- Aleksandr Czistiakow (Александр Чистяков) – robotnik
- Wiera Baranowska (Вера Барановская) – żona robotnika
- Aleksandr Gromow (Александр Громов) – bolszewik z ogoloną głową
- Nikołaj Chmielow (Николай Хмелёв) – kapitalista
- Mark Cybulski (Марк Цибульский) – kapitalista
- Władimir Obolenski (Владимир Оболенский) – fabrykant
- Siergiej Komarow (Сергей Комаров) – prystaw
- Michaił Tierieszkowicz (Михаил Терешкович) – dziennikarz
- Wsiewołod Pudowkin – żołnierz ratujący rannego towarzysza broni
- Władimir Fogiel – oficer niemiecki
- Wałdimir Coppi (Владимир Цоппи) – antyniemiecki patriota w cylindrze
- Sierafima Birman (Серафима Бирман) – dama z wachlarzem
- Anna Ziemcowa (Анна Земцова) – kobieta z drugiego planu

## Twórcy filmu
- Wsiewołod Pudowkin – reżyser, scenariusz
- Michaił Doller (Михаил Доллер) – reżyser
- Natan Zarchi (Натан Зархи) – scenariusz
- Anatolij Gołownia (Анатолий Головня) – zdjęcia
- Władimir Jurowski (Владимир Юровский) – muzyka
- Siergiej Kozłowski (Сергей Козловский) – scenografia